# Comuna Voćin, Virovitica-Podravina
Voćin este o comună în cantonul Virovitica-Podravina, Croația, având o populație de 2.382 de locuitori (2011).

## Demografie
Componența etnică a comunei Voćin
     Croați (90,13%)
     Sârbi (8,86%)
     Necunoscut (0,59%)
     Neclasificat (0,34%)
Componența confesională a comunei Voćin
     Catolici (89,08%)
     Ortodocși (9,07%)
     Necunoscută (0,84%)
     Alte religii (1,01%)
Conform recensământului din 2011, comuna Voćin avea 2.382 de locuitori. Din punct de vedere etnic, majoritatea locuitorilor (90,13%) erau croați, cu o minoritate de sârbi (8,86%). Apartenența etnică nu este cunoscută în cazul a 0,59% din locuitori. Din punct de vedere confesional, majoritatea locuitorilor (89,08%) erau catolici, cu o minoritate de ortodocși (9,07%). Pentru 0,84% din locuitori nu este cunoscută apartenența confesională.